# Queen (álbum de Queen)
Queen é o álbum de estreia do grupo de mesmo nome. Foi lançado em julho de 1973 contendo "Keep Yourself Alive" e "Liar", os primeiros singles da banda. Foi gravado no Trident Studios e De Lane Lea Music Centre, em Londres, com produção de Roy Thomas Baker (como Roy Baker), John Anthony e o próprio Queen.
O álbum foi influenciado pelo hard rock e pelo heavy metal e abrange temas como folclore ("My Fairy King") e religião ("Jesus"). O vocalista Freddie Mercury compôs cinco das dez faixas, o guitarrista Brian May compôs quatro, incluindo "Doing All Right", que foi co-escrito pelo band-mate da banda Smile, Tim Staffell, e o baterista Roger Taylor compôs e cantou "Modern Times Rock'n'Roll". A última música do álbum é uma pequena versão instrumental de "Seven Seas of Rhye". A banda incluiu a frase "sem sintetizadores!" no encarte do álbum, uma ideia de May, já que muitos ouvintes iriam confundir os seus elaborados multi-canais e efeitos processados pela guitarra e os vocais com sintetizadores. Neste álbum, John Deacon foi creditado como "Deacon John".

## Faixas
| Lado 1 |                                  |         |  |
| N.º    | Título                           | Duração |  |
| 1.     | "Keep Yourself Alive" (May)      | 3:45    |  |
| 2.     | "Doing All Right" (May/Staffell) | 4:10    |  |
| 3.     | "Great King Rat" (Mercury)       | 5:41    |  |
| 4.     | "My Fairy King" (Mercury)        | 4:07    |  |

| Lado 2 |                                       |         |  |
| N.º    | Título                                | Duração |  |
| 1.     | "Liar" (Mercury)                      | 6:24    |  |
| 2.     | "The Night Comes Down" (May)          | 4:24    |  |
| 3.     | "Modern Times Rock 'n' Roll" (Taylor) | 1:48    |  |
| 4.     | "Son and Daughter" (May)              | 3:19    |  |
| 5.     | "Jesus" (Mercury)                     | 3:45    |  |
| 6.     | "Seven Seas of Rhye" (Mercury)        | 1:10    |  |

## Informações das músicas
| Críticas profissionais | Críticas profissionais |
| Avaliações da crítica  | Avaliações da crítica  |
| Fonte                  | Avaliação              |
| ---------------------- | ---------------------- |
| AllMusic               | [ 6 ]                  |
| Rolling Stone          | [ 7 ]                  |
| Sputnikmusic           | [ 8 ]                  |

### "Keep Yourself Alive"
Brian May escreveu "Keep Yourself Alive" quando ainda era um adolescente. De acordo com o que May disse num especial de rádio de 1977 sobre o álbum "News of the World", ele escreveu a letra pensando nela num tom irônico, mas seu sentido mudou completamente quando Freddie Mercury a cantou. 
Mercury pode ter ajudado nos arranjos musicais, baseado no fato de que (como foi lembrado pelo ex-baixista, e pela banda) eles estavam num período mais colaborativo no dias pré-estúdio e ele era quem geralmente dava as ideias estruturais. Embora seja bem possível que ele tenha contribuido com ideias para a música (os tipos de modulação e a forma expandida estão mais próximas do seu estilo do que ao de May), o fato é que, mesmo nesse caso, Mercury seria mais um co-arranjador do que um co-autor (como George Martin em canções dos Beatles).

### "Doing All Right"
"Doing all Right" foi escrita por May e Tim Staffell quando ainda eram  a banda Smile. A música foi mudada diversas vezes ao longo do tempo, de um pop leve a violões acústicos ou até mesmo traços de metal pesado. Essa é uma das poucas músicas do Queen que expôs May no piano. Ele também tocou com seu velho violão Hairfred nessa faixa e em outras como "White Queen (As it Began)" e "Jealousy". A banda tocou essa musica em 1970 e foi a primeira musica que Mercury tocou ao vivo no piano levando a banda a notoriedade. Staffell a cantou quando era uma música da Smile, e Mercury tentou cantá-la da mesma maneira quando se tornou uma música do Queen.

### "Great King Rat"
"Great King Rat" foi escrita por Mercury entre 1970 e 1971. Essa canção é um exemplo do som mais recente de Queen, com longas composições pesadas com longos solos de guitarra e com mudanças bruscas de ritmo.

### "My Fairy King"
"My Fairy King", escrita por Mercury, fala a respeito de Rhye, um mundo fantasioso criado por ele e que é mencionado em outras canções de Queen, dentre as quais a mais notável é "Seven Seas of Rhye". "My Fairy King" é a primeira música do álbum a contar com as habilidades de Mercury no piano - já que o piano em "Doing All Right" foi tocada por May, que ficou bem impressionado pela forma que Mercury tocou o piano na faixa, e a partir desse ponto Mercury executou a maior parte dos trechos de piano nas músicas de Queen. 
Antes de escrever essa música, Mercury era conhecido como Freddie Bulsara, e é dito que essa música fez com que ele mudasse seu sobrenome. Suas letras contêm um verso com as palavras "Mãe Mercury, olhe o que fizeram comigo". May disse que após escrever esse verso, Mercury afirmou que estava cantando sobre sua própria mãe. Subsequentemente, Freddie Bulsara passou a usar o nome artístico Freddie Mercury. Essa foi outra tentativa de separar seu personagem no palco ("monstro extrovertido", como o próprio Mercury descreveu uma vez) dele na vida real (introvertido). Escrita durante o tempo que a banda passou no estúdio, a canção contém muitas vozes sobrepostas e harmonias vocais, as quais Mercury era afeiçoado. Taylor também mostra suas habilidades vocais aqui, alcançando algumas das notas mais altas da composição. A técnica de vozes sobrepostas seria depois usada em várias canções de Queen, sendo que a mais notável é "Bohemian Rhapsody" Mercury pegou emprestado algumas linhas do poema de Robert Browning, "The Pied Piper of Hamelin"

### "Liar"
"Liar" foi escrita por Mercury em 1970 enquanto ele ainda era conhecido como Freddie Bulsara, e antes que Deacon se juntasse a banda no ano seguinte. É uma das músicas mais pesadas da banda. Como mencionada na transcrição na publicação da EMI Music de partituras de música Off the Record, essa é uma das poucas faixas da banda nos anos 70 a usar um órgão Hammond.

### "The Night Comes Down"
May escreveu essa música pouco depois da formação da banda em 1970, seguindo o término de Smile. Foi gravada primeiramente nos estúdios De Lane Lea em dezembro de 1971, quando a banda foi contratada para testar o novo equipamento do estúdio em troca de permissão para gravar músicas demonstrativas apropriadas para suas tentativas de achar uma gravadora. O acordo foi mutuamente benéfico a Queen, pois tiveram a completa vantagem de utilizar equipamentos do estado-da-arte para colocar cinco de suas faixas em fita. 
Em 1972, Trident Studios assinou com Queen um contrato de gravação que os limitava o acesso ao estúdio durante o tempo de inatividade (quando artistas que pagavam não estavam gravando) e eles começaram a trabalhar com Roy Thomas Baker. Ele e os donos e gerentes do estúdio Norman e Barry Sheffield insistiram em re-gravar as cinco faixas de demonstração de De Lane Lea. Uma nova versão de estúdio de "The Night Comes Down" foi gravada, mas no final, foi decidido que a versão De Lane Lea ainda era superior, e essa é a versão que aparece no álbum de estreia. A versão de Roy Thomas Barker nunca foi lançanda e não alcançou sequer um estágio de inicialização. 
Com o lançamento das músicas demonstrativas de De Lane Lea como faixas bônus em 2011, a diferença na alteração de "The Night Comes Down" é bem notável comparada com o LP original e remasterizações digitais. A música demonstrativa é basicamente a mesma que apareceu no álbum com a exceção da diferença distinta no som da bateria. 
A canção segue o que se tornaria temas típicos de Brian May, tais quais envelhecimento, nostalgia com a perda da infância e as dificuldades da vida adulta. Também há o que poderia ser uma referência ambígua a "Lucy in the Sky with Diamonds", na letra: "Quando eu era jovem chegou para mim; E eu podia ver o sol surgindo; Lucy estava no alto e eu também estava; Deslumbrante, guardando o mundo dentro de si." May é um fã confesso dos Beatles e comentou em numerosas entrevistas a influência que teve deles.

### "Modern Times Rock 'n' Roll"
Taylor escreveu e cantou a canção, que foi re-gravada em duas ocasiões para a BBC. A primeira foi em dezembro de 1973 e foi transmitida no show de John Peel. Essa versão foi eventualmente lançada no álbum de 1989 de Queen At the Beeb, e soa similar a versão do álbum. A segunda re-gravação foi em abril de 1974 e foi transmitida pela primeira vez no show de Bob Harris. A versão seguinte foi lançada além do esperado de gravações iniciais e difere da versão original do álbum no tempo mais lento e vocais adicionais de Freddie Mercury.

### "Son and Daughter"
"Son and Daughter" foi escrita por May e foi a versão-B  para o single "Keep Yourself Alive". Escrita em 1970 para seu primeiro álbum e uma adição comum nas apresentações ao vivo de 1970 até 1975, a música originalmente abrigou seu famoso solo de guitarra. A versão do álbum não inclui o solo de guitarra. O solo não foi adequadamente gravado até 1974, para "Brighton Rock" de Sheer Heart Attack. Até então, e ocasionalmente após, o solo de guitarra iria entrar no meio de "Son and Daughter" durante apresentações, permitindo ao resto da banda um pouco de descanso e mudança de roupa. 
Diferente de outras músicas do primeiro período de Queen que entraram de volta em circulação nas apresentações ao vivo de suas turnês 1984-86, assim como "Liar", "Keep Yourself Alive", "Seven Seas of Rhye" e "In the Lap of the Gods... Revisited", "Son and Daughter" permaneceu fora das listas de músicas depois que os hits de Queen começaram a dominar seus shows. A música indicativa do seu som inicial, influenciou blues rock e heavy metal.

### "Jesus"
A letra conta parte da história de Jesus de Nazaré. Mercury, que levou o crédito pela escrita da canção, era um Parsi Zoroastriano. A faixa inclui uma seção de ritmo de corda dupla durante os versos com uma longa pausa instrumental perto do fim da canção. Por causa dos efeitos criados pelo violão especial Red de May, junto de outras coisas, muitos dos primeiros seguidores de Queen viam a banda como um tipo de banda de rock psicodélico.

### "Seven Seas of Rhye..."
Mercury havia escrito metade dessa música quando o álbum foi gravado, e a completou pro álbum Queen II.